# Бангура, Абдул
Абдул Бангура (англ. Abdoul Bangura; род. 1 декабря 2005, Макени, Сьерра-Леоне) — футболист из Сьерра-Леоне, нападающий клуба «Метта» и сборной Сьерра-Леоне до 20 лет.

## Карьера
В сентябре 2024 года перешел в латвийский «Сканстес». Дебютировал в Первой лиге Латвии 21 сентября в матче с «Ливон ППК». В марте 2025 года стал игроком «Метты». Дебютировал в Высшей лиге 7 марта в матче с ФК «Лиепая».

## Карьера в сборной
Выступал за национальную команду Сьерра-Леоне до 20 лет.